# ارول ماسک
ارول ماسک (انگلیسی: Errol Musk؛ زادۀ ۱۹۴۶)، مهندس الکترومکانیک، خلبان، ملوان، مشاور و توسعه دهنده املاک و مستغلات اهل آفریقای جنوبی است که زمانی یکی از مالکان معدن زمرد زامبیا در نزدیکی دریاچه تانگانیکا بود.
او پدر میلیاردر و بازرگان معروف، ایلان ماسک، رستوران‌دار، کیمبال ماسک و تهیه‌کننده سینمایی، توسکا ماسک است. او با می ماسک و همچنین هِـیده بِـژاودنهاوت ازدواج کرده‌است و از دختر ناتنی‌اش (یانا بزویدنهات) دو فرزند دارد.

## جوانی و تحصیلات
ارول ماسک در سال ۱۹۴۶ در پرتوریا، آفریقای جنوبی، از خانواده والتر هنری جیمز ماسک و کورا آملیا رابینسون متولد شد. پدرش یک کهنه سرباز آفریقای جنوبی در جنگ جهانی دوم بود و مادرش نیز بریتانیایی بود.

## حرفه
او قبل از بازنشستگی زودهنگام به عنوان خلبان، ملوان، مهندس برق، مهندس مکانیک، مشاور و توسعه دهنده املاک کار می‌کرد. او مالک ۵۰ درصد از معدن زمرد در دریاچه تانگانیکا بود، که با فروش یک هواپیما توانست این سرمایه‌گذاری را انجام بدهد.
در سال ۱۹۷۲، او در شورای شهر پرتوریا به عنوان نماینده حزب مترقی ضد آپارتاید انتخاب شد، و طبق گزارش‌ها، فرزندان ماسک نیز در مورد بیزاری پدرشان از آپارتاید سهیم بودند.

## خانواده
ماسک در ۱۱ سالگی مایه هالدمن را ملاقات کرد و قبل از ازدواج در سال ۱۹۷۰ دوست دوران کودکی بودند. او ۳ فرزند به دنیا آورد. ایلان ریو ماسک متولد ۲۸ ژوئن ۱۹۷۱، کیمبال ریو ماسک متولد ۲۰ سپتامبر ۱۹۷۲ و توسکا ماسک متولد ۲۰ ژوئیه ۱۹۷۴ خانواده در پرتوریا زندگی می‌کردند، جایی که مای به عنوان یک متخصص تغذیه و یک مدل کار می‌کرد. ارول و مای در سال ۱۹۷۹ طلاق گرفتند و هر دو پسر تصمیم به زندگی در کنار پدر گرفتند.
ماسک به مدت هجده سال با هِـیده بِـژاودنهاوت زندگی کرد و به او کمک کرد تا دختر جوانش یانا بِـژاودنهاوت، فرزندی از رابطه قبلی را بزرگ کند. یانا بِـژاودنهاوت در زمان ازدواج آنها تنها چهار سال داشت و با آنها زندگی می‌کرد. بعدها در زندگی، پس از جدایی از هِـیده بِـژاودنهاوت، او صاحب دو فرزند از دخترش (دختر ناتنی سابقش) یانا بِـژاودنهاوت شد. یک پسر متولد ۲۰۱۷ و یک دختر متولد ۲۰۱۹. به گزارش تایمز، در زمان تولد دخترشان، ماسک ۷۲ سال داشت و یانا بِـژاودنهاوت ۳۰ ساله بود. او در مجموع هفت فرزند دارد و از سال ۲۰۲۲ در ژوهانسبورگ، آفریقای جنوبی زندگی می‌کند.
ارول از پسرش ایلان جدا شده‌است.